# Stadion im. Edwarda Jancarza
Lo Stadion GBS Gorzów im. Edwarda Jancarza è uno stadio polacco della città polacca Gorzów Wielkopolski di proprietà dello stato.